# Nuestra Raza
Nuestra Raza foi um periódico uruguaio fundado em San Carlos, Maldonado, no ano de 1917. Teve dois períodos, o primeiro dirigido por María Esperanza Barrios e Ventura Barrios que contou com 250 assinaturas mas deixou de ser editado em dezembro desse mesmo ano. No segundo período, radicado em Montevidéu, foi dirigido por Ventura Barrios, Pilar Barrios e Elemo Cabral; funcionou de 1933 a 1948. Este periódico se destacou particularmente por impulsar e propiciar o pensamento e ativismo político.
"[B]rigar incessantemente pelos interesses da raça de cor" e apoiar "todo trabalho, ideia ou iniciativa que atenda ao seu progresso e melhoria" era o objetivo declarado pelo periódico, apesar de ter muitas vezes também de dedicado a cobrir eventos sociais e contos e poemas escritos por seus colaboradores. Em sua primeira edição, foi publicado durante nove meses e depois fechou no fim de 1917. Um ano depois, Ventura Barrios se mudou para Montevidéu e começou a trabalhar em gráficas de jornais e revistas.